# Christian Vann

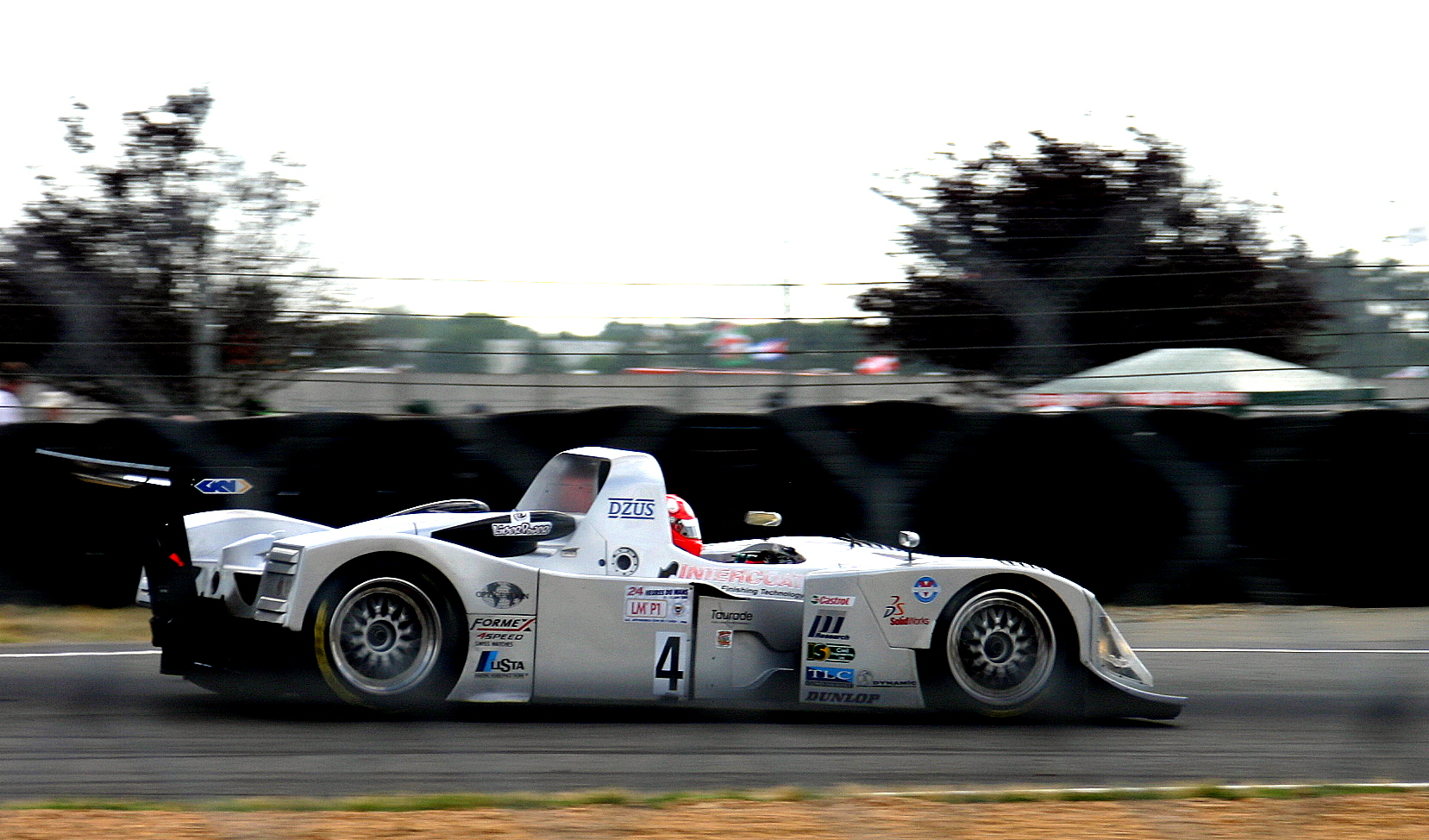
Der Lola B2K/10 von Didier André, Benjamin Leuenberger und Christian Vann beim 24-Stunden-Rennen von Le Mans 2004

Christian Michael Vann (* 5. August 1974 in Birmingham) ist ein ehemaliger britischer Autorennfahrer.

## Karriere
Christian Vann wurde vor allem als Tourenwagen- und Sportwagenpilot bekannt. Nach einigen Jahren in der britischen Formel-Renault-Meisterschaft – wo der 1995 mit dem neunten Gesamtrang sein bestes Gesamtergebnis einfuhr – wechselte er 1996 als Werkspilot von Marcos in die FIA-GT-Meisterschaft. 1999 gab er sein Debüt beim 24-Stunden-Rennen von Le Mans mit dem 22. Gesamtrang auf einer Chrysler Viper GTS-R. Seine beste Platzierung an der Sarthe erreichte er 2005 auf einer Werks-Courage C60, gemeinsam mit dem Schweizer Alexander Frei und dem Deutschen Dominik Schwager. Bis Ende 2006 fuhr der Brite Sportwagenrennen und trat Ende des Jahres vom Rennsport zurück.

## Statistik

### Le-Mans-Ergebnisse
| Jahr | Team                    | Fahrzeug                  | Teamkollege    | Teamkollege          | Platzierung | Ausfallgrund |
| ---- | ----------------------- | ------------------------- | -------------- | -------------------- | ----------- | ------------ |
| 1999 | Chamberlain Engineering | Chrysler Viper GTS-R      | Thomas Erdos   | Christian Gläsel     | Rang 22     |              |
| 2004 | Taurus Sports Racing    | Lola B2K/10               | Didier André   | Benjamin Leuenberger | Rang 20     |              |
| 2005 | Courage Compétition     | Courage C60 Hybrid        | Alexander Frei | Dominik Schwager     | Rang 8      |              |
| 2006 | Russian Age Racing      | Ferrari 550 GTS Maranello | Tim Sugden     | Nigel Smith          | Ausfall     | Motorschaden |

### Sebring-Ergebnisse
| Jahr | Team        | Fahrzeug     | Teamkollege   | Teamkollege | Platzierung | Ausfallgrund |
| ---- | ----------- | ------------ | ------------- | ----------- | ----------- | ------------ |
| 2002 | Ascari Cars | Ascari KZR-1 | Justin Wilson | Ben Collins | Rang 6      |              |